# 178 a.C.
Il 178 a.C. (CLXXVIII a.C. in numeri romani) è un anno  del II secolo a.C.

## Eventi
- Alla morte di Filippo V di Macedonia, essendo stato assassinato il primogenito Demetrio, il trono passa al figlio minore Perseo.